# 高次剩餘
數論中，模正整數{\displaystyle m}的{\displaystyle n}次剩餘（{\displaystyle n}為正整數），即某整數{\displaystyle X}的{\displaystyle n}次方數{\displaystyle X^{n}}除以{\displaystyle m}的餘數。以下討論{\displaystyle m}是奇質數{\displaystyle p}，且餘數{\displaystyle d}不為零的情況。
給定{\displaystyle d}，若對某個{\displaystyle X}，有{\displaystyle X^{n}\equiv d{\pmod {p}}}成立時，則稱{\displaystyle d}為模{\displaystyle p}的{\displaystyle n}次剩餘（英語：n-tic residue mod p）。
否則，對任意{\displaystyle X}，都有{\displaystyle X^{n}\not \equiv d{\pmod {p}}}，此時稱{\displaystyle d}為模{\displaystyle p}的{\displaystyle n}次非剩餘（英語：n-tic non-residue mod p）。
{\displaystyle n}次剩餘有類似於二次剩餘歐拉判別法的判別法如下：
若{\displaystyle p}是奇質數，{\displaystyle p}不能整除{\displaystyle d}，且{\displaystyle n|p-1}（即{\displaystyle n}能整除{\displaystyle p-1}），則{\displaystyle d}是模{\displaystyle p}的{\displaystyle n}次剩餘的充要條件為：
{\displaystyle d^{\frac {p-1}{n}}\equiv 1{\pmod {p}}}。
且若上式有解時，解數為{\displaystyle n}。
若{\displaystyle n}不能整除{\displaystyle p-1}，則{\displaystyle d}是模{\displaystyle p}的{\displaystyle n}次剩餘的充要條件為：
{\displaystyle d^{\frac {p-1}{k}}\equiv 1{\pmod {p}},}
其中{\displaystyle k}為最大公因數{\displaystyle (n,p-1)}。同樣上式有解時解數為{\displaystyle k}。
兩個{\displaystyle n}次剩餘相乘仍然是{\displaystyle n}次剩餘，{\displaystyle n}次剩餘和{\displaystyle n}次非剩餘相乘為{\displaystyle n}次非剩餘，但是與二次剩餘不同，當兩個{\displaystyle n}次非剩餘相乘時，並不一定是{\displaystyle n}次剩餘。
對於二次剩餘（{\displaystyle n=2}）的狀況，可以透過計算勒讓德符號來確定，但是當高斯企圖對於任意{\displaystyle n\geq 3}尋找類似算法時（高斯考慮了{\displaystyle n=3}和{\displaystyle n=4}的情況），卻找不到類似的算法，高次剩餘在某些方面的不規則是一個極困難的問題。